# John Arbour
John Gilbert Arbour (* 28. September 1945 in Niagara Falls, Ontario) ist ein ehemaliger kanadischer Eishockeyspieler, der im Verlauf seiner aktiven Karriere zwischen 1962 und 1977 unter anderem 111 Spiele für die Boston Bruins, Pittsburgh Penguins, Vancouver Canucks und St. Louis Blues in der National Hockey League (NHL) sowie 363 weitere für beide Inkarnationen der Minnesota Fighting Saints, die Denver Spurs bzw. Ottawa Civics und Calgary Cowboys in der World Hockey Association (WHA) auf der Position des Verteidigers bestritten hat. Arbour gewann im Juniorenbereich und in den Minor Leagues zahlreiche Meisterschaften.

## Karriere
Arbour verbrachte seine Juniorenzeit zwischen 1962 und 1966 bei den Niagara Falls Flyers in der Ontario Hockey Association (OHA). Die vier Jahre bei dem Team aus seiner Geburtsstadt an der US-amerikanisch-kanadischen Grenzregion waren von mehreren Titelgewinnen geprägt. So gewann der Verteidiger mit den Flyers in den Jahren 1963 und 1965 jeweils den J. Ross Robertson Cup der OHA. Gekrönt wurde die Juniorenkarriere Arbours mit dem Gewinn des Memorial Cups der gesamten Canadian Hockey League (CHL) im Jahr 1965, nachdem die Mannschaft zwei Jahre zuvor den Doublegewinn nicht perfekt gemacht hatte.
Nach der Beendigung seiner Zeit bei den Flyers wurde Arbour von den Boston Bruins aus der National Hockey League (NHL) unter Vertrag genommen, bei denen er zum Ende der Saison 1965/66 sein Profidebüt feierte. Zudem kam er bei Bostons Farmteam, den Oklahoma City Blazers, aus der Central Professional Hockey League (CPHL) zu Einsatzminuten. In Diensten des Teams gewann er Adams-Cup-Playoffs die gleichnamige Trophäe. Mit Beginn der Spielzeit 1966/67 stand der Abwehrspieler für die folgenden zwei Jahre gänzlich im Kader der Blazers und verteidigte mit der Mannschaft den Titelgewinn des Vorjahres. Lediglich in der Saison 1967/68, in der er ins Second All-Star Team der CPHL gewählt worden war, kam er zu vier weiteren Einsätzen für die Bruins. Im Mai 1968 wurde der Kanadier gemeinsam mit Jean Pronovost an die Pittsburgh Penguins verkauft, wo er im Verlauf des Spieljahres 1968/69 ebenso nur sporadisch in der NHL zu Einsätzen kam. Hingegen stand er größtenteils beim Kooperationspartner Baltimore Clippers aus der American Hockey League (AHL) auf dem Eis.
Erst mit dem Wechsel zu den Vancouver Canucks aus der Western Hockey League (WHL) im Mai 1969 änderte sich die Situation für Arbour auf lange Sicht. Gemeinsam mit Paul Andrea wurde er für Bryan Hextall junior nach Vancouver abgegeben, damit sich die Westkanadier weiterhin die bereits im Vorjahr begonnene Leihe von Andy Bathgate leisten konnten. Im folgenden Jahr wurde das Franchise in die NHL aufgenommen, und so gelang es dem Abwehrspieler endlich sich dort als Stammspieler zu etablieren. Jedoch gelang ihm dies im Trikot der St. Louis Blues, die ihn im Dezember 1970 den Canucks, abgekauft hatten. Mit den Canucks hatte der Defensivspieler im Frühjahr desselben Jahres den Lester Patrick Cup der WHL gewonnen. Arbour verbrachte bei den Blues – aufgrund deren großer Verletzungssorgen im Defensivbereich – den Rest der Saison 1970/71 und pendelte im folgenden Jahr nach der Genesung vieler Stammspieler zwischen dem Kader der Blues sowie dem des Kooperationspartners Denver Spurs aus der WHL. Derweil war er im Februar 1972 im WHA General Player Draft der neu gegründeten und als Konkurrenz zur NHL aufgebauten World Hockey Association (WHA) von den Minnesota Fighting Saints ausgewählt worden.
Aufgrund der hohen Gehälter, die zur Anfangszeit in der WHA gezahlt wurden, entschied sich Arbour im Sommer 1972 zu den Minnesota Fighting Saints zu wechseln. Er verbrachte zunächst drei Spielzeiten bei den Fighting Saints und sammelte als Verteidiger in jedem dieser drei Jahre stets über 30 Scorerpunkte. Die Saison 1974/75 schloss Arbour mit einer persönlichen Bestmarke von 54 Punkten ab. Dennoch wurde er im Oktober 1975 erneut Teil eines Transfergeschäfts, als er zu den Denver Spurs geschickt wurde, die mittlerweile von der WHL in die WHA gewechselt waren. Allerdings verlief die Spielzeit 1975/76 sportlich nicht erfolgreich. Finanziell stand das Franchise der Spurs unter keinem guten Stern und wurde daher im Saisonverlauf in die kanadische Hauptstadt Ottawa umgesiedelt. Dort stellte das nun unter dem Namen Ottawa Civics firmierende Team im Januar 1976 den Spielbetrieb ein, woraufhin Arbour als Free Agent zurück zu den Minnesota Fighting Saints wechselte. Diese verließ er ein Jahr später im Januar 1977, nachdem sie ebenfalls in finanzielle Schräglage geraten waren und ihn gemeinsam mit Butch Deadmarsh und Danny Gruen an die Calgary Cowboys verkauft hatten, um finanziellen Spielraum zu schaffen. Bei den Cowboys beendete der 31-Jährige die Spielzeit 1976/77 das Spieljahr, ehe er seine aktive Laufbahn für beendet erklärte.

## Erfolge und Auszeichnungen
| - 1963 J.-Ross-Robertson-Cup-Gewinn mit den Niagara Falls Flyers - 1965 J.-Ross-Robertson-Cup-Gewinn mit den Niagara Falls Flyers - 1965 Memorial-Cup-Gewinn mit den Niagara Falls Flyers - 1966 Adams-Cup-Gewinn mit den Oklahoma City Blazers | - 1967 Adams-Cup-Gewinn mit den Oklahoma City Blazers - 1968 CPHL Second All-Star Team - 1970 Lester-Patrick-Cup-Gewinn mit den Vancouver Canucks |

## Karrierestatistik
(Legende zur Spielerstatistik: Sp oder GP = absolvierte Spiele; T oder G = erzielte Tore; V oder A = erzielte Assists; Pkt oder Pts = erzielte Scorerpunkte; SM oder PIM = erhaltene Strafminuten; +/− = Plus/Minus-Bilanz; PP = erzielte Überzahltore; SH = erzielte Unterzahltore; GW = erzielte Siegtore; 1 Play-downs/Relegation; Kursiv: Statistik nicht vollständig)